# Agrotis tancrei
Agrotis tancrei är en fjärilsart som beskrevs av Corti 1927. Agrotis tancrei ingår i släktet Agrotis och familjen nattflyn. Inga underarter finns listade i Catalogue of Life.